# Chloe Bennet
Chloe Wang (xinès: 汪可盈; pinyin: Wāng Kěyíng; Chicago, Illinois, 18 d'abril de 1992), coneguda professionalment com a Chloe Bennet, és una actriu i cantant nord-americana. És coneguda pel seu paper com Daisy "Skye" Johnson/ Quake a la sèrie de televisió Marvel's Agents of S.H.I.E.L.D. (2013-2020) i la sèrie animada Marvel Rising: Secret Warriors .

## Primers anys de vida
Chloe Bennet va néixer com Chloe Wang el 18 d'abril de 1992 a Chicago, Illinois. És filla de Bennet Wang, un banquer d'inversions, i Stephanie Crane, internista.
El pare de Bennet és xinès i la seva mare caucàsica. Té sis germans: tres biològics, dos d'acolliment i un d'adoptat; dos són afroamericans i un és mexicà-filipí. Va assistir a escola al Sant Ignatius College Prep.

## Carrera com a cantant
El 2007, a l'edat de 15 anys, Bennet es va traslladar a la Xina per seguir una carrera com a cantant amb el seu nom de naixement, Chloe Wang (汪 可 盈). Mentre es trobava a la Xina, Bennet vivia amb la seva àvia paterna i va estudiar el mandarí,. Va llançar dos senzills, tots dos el 2011: "Uh Oh" i "Every Day in Between".

## Carrera com a actriu

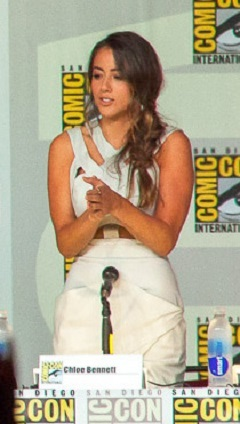
Bennet a la Comic-Con de 2013.

El 2010 es va traslladar a Los Angeles, Califòrnia. La seva primera aparició a la pantalla va ser com reportera al programa de dansa estival The Nightlife del canal TeenNick. Va aparèixer en el video musical "Tonight" (2011) de la banda de Corea del Sud BIGBANG.
Mentre seguia una carrera com a actriu a Hollywood, va canviar el seu nom per "Chloe Bennet", després de tenir problemes per reservar concerts amb el seu cognom. Segons Bennet, utilitzant el nom del seu pare, en lloc del seu cognom evitava les dificultats per entrar a castings com asiàtica americana tot respectant el seu pare.
Des del 2012 fins al 2013, va tenir un paper de suport recurrent en la sèrie dramàtica ABC Nashville com Hailey. Al desembre de 2012, va ser seleccionada com personatge regular de la sèrie ABC Marvel's Agents of SHIELD, que es va estrenar el 24 de setembre de 2013, on enarna el personatge "Skye", posteriorment es descobriria que es tractava d'un personatge ja conegut de l'Univers Marvel: Daisy Johnson / Quake.
Chloe va ser guardonada amb el "Premi Visionary" per East West Players, el teatre professional de color més antic dels Estats Units, el 21 d'abril de 2017, a la seva gala anual. Va dedicar el seu premi "a totes les nenes que volen ser un superheroi; només sóc una noia mig xinesa de la zona sud de Chicago".
El 2019, Bennet va ser escollida pel paper protagonista de Yi a la pel·lícula d'animació de DreamWorks Abominable, estrenada per Universal Pictures el 27 de setembre de 2019.
Va aparèixer a la pel·lícula de 2020 Valley Girl , un remake jukebox musical d'El meu estimat rebel, pel·lícula del 1983 del mateix nom original, com Karen. La pel·lícula es va programar perquè s'estrenés originalment al juny 2018, però es va ajornar a causa de la controvèrsia al voltant d'un dels seus membres del repartiment, Logan Paul.
Al març de 2021, va ser escollida com a Blossom Utonium en l'episodi pilot d'acció en directe Powerpuff de CW, al costat de Dove Cameron com a Bubbles i Yana Perrault com a Buttercup. No obstant, després de la decisió de tornar a rodar el pilot i els conflictes de programació posteriors, Bennet va abandonar el projecte l'agost del 2021.

## Vida personal
El 2018, va fer públic que ha estat lluitant amb l'ansietat i el TDAH des de la infància.
Bennet ha qualificat la indústria cinematogràfica i televisiva nord-americana de racista contra els asiàtics. En una entrevista del 2016, va assenyalar: "Oh, la primera audició que vaig anar després de canviar el meu nom [de Wang a Bennet], vaig ser contractada. Així que és un petit clar fragment de com funciona Hollywood".
Al setembre de 2017, després que l'actor Ed Skrein va renunciar al seu paper com Ben Daimio a la pel·lícula en producció Hellboy després de la reacció sobre el fet que Skrein, un home blanc, interpretés a Daimio, un personatge japonès-americà als còmics de Hellboy, Bennet va escriure un post des de Instagram en el qual va aplaudir la decisió de Skrein, i va abordar les seves pròpies experiències com a actor asiàtica a Hollywood dient: "Canviar el meu cognom no canvia el fet que la meva SANG sigui mig xinesa, que vivia a la Xina, parli mandarí o que fos criada culturalment tant nord-americana com xinesa. Significava que havia de pagar el meu lloguer, i Hollywood és racista i no m'escollirien amb un cognom que els feia sentir incòmodes".

## Filmografia

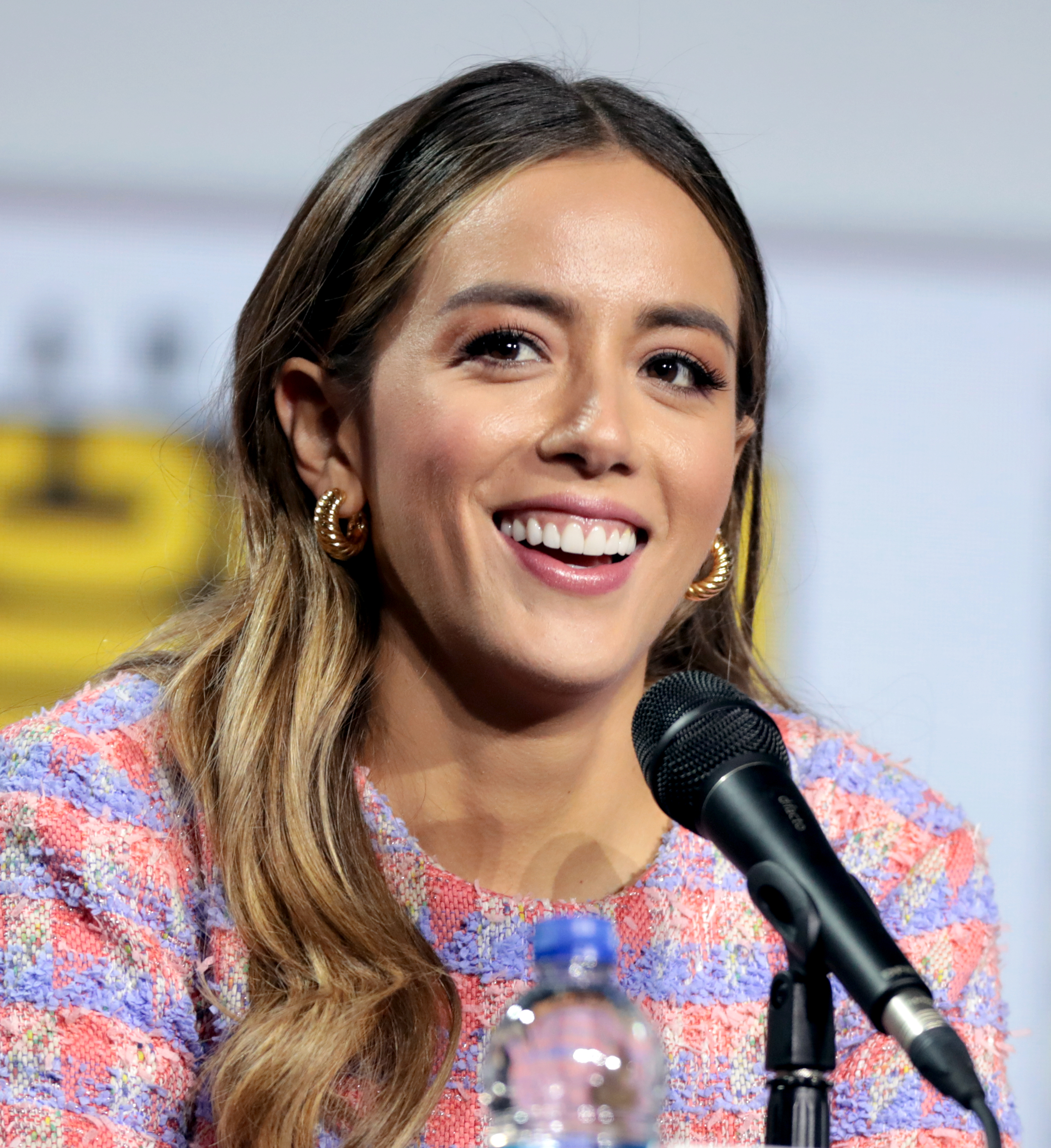
Bennet a la San Diego Comic Con de 2019.

### Pel·lícules
| Any  | Títol                                        | Paper                 | Notes        |
| ---- | -------------------------------------------- | --------------------- | ------------ |
| 2014 | Nostradamus                                  | Lane Fisher           | Curtmetratge |
| 2015 | Tinker Bell and the Legend of the NeverBeast | Chase                 | Veu          |
| 2018 | Marvel Rising: Secret Warriors               | Daisy Johnson / Quake | Veu          |
| 2019 | Abominable                                   | Yi                    | Veu          |
| 2020 | Valley Girl                                  | Karen                 |              |
| 2020 | 5 Years Apart                                | Emma                  |              |

### Televisió
| Any         | Títol                             | Paper                        | Notes |
| ----------- | --------------------------------- | ---------------------------- | --- |
| 2010        | The Nightlife                     | Ella mateixa com reportera   | Com Chloe Wang                                                                                              |
| 2012        | Intercept                         | Tess                         | Pilot d'ABC no venut                                                                                        |
| 2012–13     | Nashville                         | Hailey                       | 7 episodis                                                                                                  |
| 2013 – 2020 | Marvel's Agents of SHIELD         | Daisy "Skye" Johnson / Quake | Principal, 136 episodis Nominada – Premis Teen Choice Millor actriu de sèries televisades de l'estiu (2019) |
| 2014        | The Birthday Boys                 | Verna                        | Episodi: "Love Date Hump"                                                                                   |
| 2015        | Jake and the Never Land Pirates   | Swifty                       | Veu; Episodi: "Flight of the Feathers / Captain Hookity Hook"                                               |
| 2016        | Talking Dead                      | Ella mateixa                 | Discussió de l'episodi de The Walking Dead The Well (El pou)                                                |
| 2016        | Agents of S.H.I.E.L.D.: Slingshot | Daisy Johnson / Quake \|     | 3 episodis                                                                                                  |
| 2018        | Marvel Rising: Iniciation         | Daisy Johnson / Quake \|     | Veu |
| 2019        | Marvel Rising: Chasing Ghost      | Daisy Johnson / Quake \|     | Veu |
| 2019        | Marvel Rising: Heart of Iron      | Daisy Johnson / Quake \|     | Veu |
| 2021        | Powerpuff                         | Blossom                      | Pilot no emés                                                                                               |

### Vídeos musicals
| Any  | Títol                       | Artista/es   | Ref.   |
| ---- | --------------------------- | ------------ | ------ |
| 2011 | "Tonight"                   | Big Bang     | [ 10 ] |
| 2011 | "Lose Control (Take a Sip)" | Chase Jordan | [ 26 ] |

## Discografia

### Senzills
| Any  | Títol                             | Ref.  |
| ---- | --------------------------------- | ----- |
| 2011 | "Uh Oh" (Versió en anglès) (2011) | [ 8 ] |
| 2011 | "Uh Oh" (versió xinesa) (2011)    | [ 8 ] |
| 2011 | "Every Day in Between" (2011)     | [ 8 ] |